# Kirov-szigetek
A Kirov szigetek vagy Szergej Kirov Szigetek (Oroszul: Острова Кирова, Ostrova Kirova or Aрхипелаг Сергея Кирова, Archipelag Sergeya Kirova) Oroszországban, a Kara tengeren található szigetcsoport. Ez egy tundra növényzettel borított kis szigetekből álló szigetcsoport, amely Szibéria partjaitól körülbelül 140 km-re (87 mérföldre) és a Nordenskiöld-szigetcsoporttól 100 km-re (62 mérföldre) északnyugatra található.
A szigeteket a Georgij Szedov jégtörőhajó fedezte fel 1930-ban Otto Julievics Schmidt és Vlagyimir Julievics Wiese vezette expedíció során.

## Földrajzi adatai
Ez a szigetcsoport, akárcsak a Kirov-sziget, a legészakibb szigete, amely az északkeleti végén található, némileg elkülönülve a fő szigetcsoporttól, Joszif Sztálin politbüró-tagjáról, Szergej Kirovról kapta a nevét. 
Minden sziget meglehetősen lapos, partjaikon többnyire homokos földnyelvek és parti lagúnák találhatók. A szigetcsoport legnagyobb szigete Iszacsenko (oroszul: Остров Исаченко),amelyet Borisz Lavrent'evich Iszacsenko orosz mikrobiológusról és a Szovjetunió Tudományos Akadémiájának botanikusáról neveztek el. Felülete 180,6 km2, és a szigetcsoport legmagasabb pontja. 
1954-ben a Szovjetunió egy meteorológiai állomást (Isacsenko Osztrovo) alapított a szigeten, amely 1994-ig működött. Az elhagyatott épületek és a törmelékek még mindig láthatók a műholdfelvételeken.
A Kirov-szigeteket körülvevő tengert télen jégtömbök borítják, néhány poliniával, és nyáron is sok jégtábla található. Az Iszacsenko és Szlozsnij-sziget közötti szoros Proliv Aerosz " jémki néven ismert. Ez a szigetcsoport az Orosz Föderáció Krasznojarszki határterületéhez tartozik. Emellett a Nagy-sarkvidéki Állami Természetvédelmi Terület (oroszul: Большой Арктический государственный природный заповедник) részét képezi, amely az Orosz Föderáció legnagyobb természetvédelmi területe.